# Raambrug (Haarlem)
De Raambrug is een vaste brug in de Noord-Hollandse Haarlem. De brug overspant de Raamsingel. De brug verbindt de Raamvest, Wilsonsplein en Wilhelminastraat in het centrum met het Tuinlaantje, Koninginneweg, Raamvest en Van Eedenstraat in Haarlem Zuid-West. De brug ligt in een belangrijke doorgaande route tussen centrum en de N205. Tot omstreeks 1870 bevond zich ter hoogte van deze brug de Raampoort, een voormalige stadspoort. De brug werd ook wel Wilsonsbrug genoemd.
Met het slechten van de Raampoort in 1870, dat al meer tot een hek met portierswoning was geworden werd ook een nieuwe vaste rijbrug aangelegd. Deze brug werd rechter gelegd en sloot zo aan op het Molenpad, thans Koninginnenweg.
Vanaf 1899 maakte de Ceintuurbaan, een tramlijn en ringlijn van de Eerste Nederlandsche Electrische Tram-Maatschappij mede gebruik van de brug. Per 1 januari 1929 werd de oostelijke tak opgeheven en vormde het lijn 4 tussen Stationsplein en Leidsevaart via deze brug. Op 6 september 1934 werd ook deze lijn opgeheven. Op 2 juni 1902 vond een ongeluk plaats waarbij een tramwagon van de Ceintuurbaan te water raakte.
De brug is meermaals verbreed te weten in 1919 en 1990.
In 1919 had de brug een breedte van 7,1 m dit werd verbreed 12,7 m, zodat er rijvlak van 8,3 m ontstond met aan blijde kanten een trottoir van 2,2 m. Deze verbreding werd noodzakelijk geacht door het toenemende verkeer naar de in 1918 gebouwde Stadsschouwburg aan het Wilsonsplein.